# 布里格豪斯
布里格豪斯（Brighouse）是英格蘭西約克郡的一個城鎮，位於哈利法克斯以東4英里（6.4）。據2011年英國人口普查，布里格豪斯 / 拉斯翠克有人口32,360人。布里格豪斯本身有人口11,195人。